# Матч СССР — США по боксу 1976
Матч СССР — США по боксу 1976 года проходил 23 января в Москве во дворце спорта «Лужники». В конце января — начале февраля прошли ещё три неофициальных матча с американскими боксёрами: в Ереване, Ташкенте и Самарканде. В последнем матче американцам противостояла команда, укомплектованная представителями Узбекистана.

## Официальный матч
Советская сборная одержала победу в матче со счётом 9:2. Тренер американской сборной Дик Петтигру особо отметил в составе советской сборной Виктора Иванова. На Юрия Радоняка, возглавлявшего советскую сборную, приятное впечатление произвели американские боксёры Бернард Тейлор и Марвин Стинсон.
Первые матчи серии были состязанием двух сильнейших в мире боксёрских школ, но постепенно они стали для американцев разведкой происходящих в европейском боксе изменений. Состав американской сборной отражал эти изменения в подходе к целям матчей: среди американцев не было признанных мастеров, команда была представлена перспективными, но не имеющими большого опыта молодыми спортсменами.
| Весовая категория | Победитель         | Соперник       | Результат                    |
| ----------------- | ------------------ | -------------- | ---------------------------- |
| до 48 кг          | Александр Ткаченко | Луис Кертис    |                              |
| до 51 кг          | Владислав Засыпко  | Ричард Роузелл |                              |
| до 54 кг          | Бернард Тейлор     | Виктор Рыбаков |                              |
| до 57 кг          | Анатолий Волков    | Дейв Армстронг | явное преимущество (2 раунд) |
| до 60 кг          | Валерий Львов      | Ричард Робертс | явное преимущество (2 раунд) |
| до 63,5 кг        | Валерий Лимасов    | Милтон Стюард  |                              |
| до 67 кг          | Вячеслав Бодня     | Роджер Леонард | явное преимущество (2 раунд) |
| до 71 кг          | Виктор Савченко    | Кейт Брум      | нокаут (1 раунд)             |
| до 75 кг          | Вячеслав Лемешев   | Майкл Спинкс   |                              |
| до 81 кг          | Анатолий Климанов  | Том Джонсон    | отказ соперника (3 раунд)    |
| свыше 81 кг       | Марвин Стинсон     | Виктор Иванов  |                              |

## Первый неофициальный матч
27 января в Ереване прошёл неофициальный матч сборных СССР и США. Матч состоял из семи боёв. Советская команда одержала победу со счётом 4:3.
| Весовая категория | Победитель        | Соперник        | Результат                    |
| ----------------- | ----------------- | --------------- | ---------------------------- |
| до 48 кг          | Луис Кертис       | Евгений Юдин    |                              |
| до 51 кг          | Сурен Дурян       | Ричард Роузелл  |                              |
| до 54 кг          | Чарльз Муни       | Давид Торосян   |                              |
| до 63,5 кг        | Милтон Стюард     | Юрий Тхоровский |                              |
| до 67 кг          | Роджер Леонард    | Валерий Удовик  |                              |
| до 71 кг          | Геннадий Толмачёв | Реймонду Кейтс  | нокаут (3 раунд)             |
| свыше 81 кг       | Евгений Горстков  | Вуди Кларк      | явное преимущество (1 раунд) |

## Второй неофициальный матч
30 января в Ташкенте прошёл второй неофициальный матч сборных. Матч состоял из девяти боёв (не состязались боксёры категорий до 71 и 81 кг). Советские боксёры одержали победу со счётом 7:2.
| Весовая категория | Победитель       | Соперник          | Результат |
| ----------------- | ---------------- | ----------------- | --------- |
| до 48 кг          | Василий Плакущий | Луис Кертис       |           |
| до 51 кг          | Виктор Литвинов  | Ричард Роузелл    |           |
| до 54 кг          | Феликс Пак       | Бернард Тейлор    |           |
| до 57 кг          | Дейв Армстронг   | Ренат Хайрутдинов |           |
| до 60 кг          | Ричард Робертс   | Олимпий Закиров   |           |
| до 63,5 кг        | Валерий Рачков   | Милтон Стюард     |           |
| до 67 кг          | Владимир Юдин    | Роджер Леонард    |           |
| до 75 кг          | Руфат Рискиев    | Майкл Спинкс      |           |
| свыше 81 кг       | Пётр Заев        | Марвин Стинсон    |           |

## Третий неофициальный матч
2 февраля в Самарканде прошёл матч сборных Узбекистана и США. Матч завершился победой американских боксёров со счётом 4:3.
| Весовая категория | Победитель        | Соперник         | Результат |
| ----------------- | ----------------- | ---------------- | --------- |
| до 48 кг          | Луис Кертис       | Григорий Муллаев |           |
| до 51 кг          | Ричард Роузелл    | Максуд Абдреимов |           |
| до 57 кг          | Дейв Армстронг    | Алишер Рискиев   |           |
| до 60 кг          | Наиль Тахтабаев   | Ричард Робертс   |           |
| до 75 кг          | Раймон Кейтс      | Владимир Шин     |           |
| до 81 кг          | Николай Анфимов   | Том Джонсон      |           |
| свыше 81 кг       | Вячеслав Алексеев | Вуди Кларк       |           |